# Telefónica de Argentina
Telefonica de Argentina S.A. est une entreprise argentine de télécommunications, filiale à 98 % de Telefónica. Elle compte plus de 4,2 millions de lignes fixes. Elle offre également de la téléphonie longue distance et fournit des accès à Internet.

## Historique
Le 23 février 2014, Telefónica de Argentina signe un contrat de vidéo à la demande avec Disney-ABC.